# 天河机场站
天河机场站位于中华人民共和国湖北省武汉市黄陂区，是武孝城际铁路的一个中间站。车站可与地铁站直接经地下通道换乘。

## 车站结构
天河机场站设在在天河机场交通中心的地下一层。站厅南北两端两条长约10米的联络通道连接着城铁、地铁车站，乘客步行数秒即可到达对方站厅，实现两种交通工具的换乘。车站为地下两层双岛四线式车站，长303.65米，宽44.7米，站厅层位于交通中心地下一层，站台层位于地下二层，站台长度230米，宽度13米。车站总建筑面积29120平方米。城铁车站部分于2014年2月15日正式开工。天河机场站于2016年12月1日开通，并同时开行机场城铁站与T2航站楼间的摆渡车。
- 进站口
- 进站通道
- 站厅
- 检票口
- 站台